# Engensen
Engensen ist ein Dorf und eine Ortschaft der Stadt Burgwedel in der niedersächsischen Region Hannover.

## Geschichte
Die drei Dörfer Wettmar, Thönse und Engensen kauften sich um 1307 von der bis dahin zuständigen Pfarrei Burgdorf los. Noch vor dieser Zeit wurde die Kapelle Engensen aus Raseneisenstein und Findlingen gebaut, die heute zur ev.-luth. Kirchengemeinde St. Marcus (Wettmar-Engensen-Thönse) gehört. Sie ist eines der ältesten kirchlichen Bauwerke der Region.
Die Dörfer des Kirchspiels Wettmar, zu denen Wettmar, Engensen und Thönse gehörten, hatten von jeher Hutungs- und Weiderechte und auch das Mastungsrecht im Wietzenbruch inne. Dies war im Erbregister der Vogtei Burgwedel von 1669 festgeschrieben.
Im Engenser Hausbuch sind die Rechte der Engenser verankert. Sie waren eher außerhalb des Wietzenbruchs berechtigt und genossen die Gesamthutung mit den Ramlingern, die sich bis zum Schneedestein bei der Behre (jenseits des Müggenburger Bohldamms) erstreckte, solange keine Krankheit unter dem Vieh entstand (dann durfte das Vieh nur bis zum grundlosen See getrieben werden).
Der Amtsvogt von Burgwedel berichtete am 2. November 1697 über das Löschwesen in seinem Bereich, darunter auch in Engensen. Danach waren zum Feuerlöschen 7 lederne Eimer vorhanden, die sich in der Kapelle befanden.
Der Hauptverkehrsweg zwischen Hannover und Celle war vom Mittelalter bis zum Jahre 1785, als die „Neue Chaussee“ über Schillerslage in Betrieb genommen wurde, die alte Poststraße über Engensen. Das Posthaus zu Engensen war im Jahre 1682 mit Pferdewechsel bereits fertiggestellt. Diesem Gebäude wurden die „Frei- und Gerechtigkeiten“ und die unbeschränkte Konzession für Wein-, Bier- und Branntweinausschank verliehen.

### Eingemeindungen
Im Zuge der Gebietsreform in Niedersachsen, die am 1. März 1974 stattfand, verlor die Gemeinde Engensen ihre politische Selbständigkeit und wurde eine Ortschaft der neuen Gemeinde Burgwedel.

### Einwohnerentwicklung
| Jahr      | 1910  | 1925  | 1933  | 1939  | 1950  | 1956  | 1961  | 1970  | 1973  | 2007  | 2020  |
| --------- | ----- | ----- | ----- | ----- | ----- | ----- | ----- | ----- | ----- | ----- | ----- |
| Einwohner | 400   | 432   | 431   | 448   | 887   | 732   | 665   | 854   | 986   | 1524  | 1479  |
| Quelle    | [ 5 ] | [ 6 ] | [ 6 ] | [ 6 ] | [ 7 ] | [ 7 ] | [ 8 ] | [ 8 ] | [ 9 ] | [ 1 ] | [ 1 ] |

|  |

## Politik

### Ortsrat
Der Ortsrat von Engensen setzt sich aus fünf Ratsmitgliedern der folgenden Parteien zusammen:
- CDU: 2 Sitze
- WEB: 2 Sitze
- SPD: 1 Sitz

(Stand: Kommunalwahl 12. September 2021)

### Ortsbürgermeister
Der Ortsbürgermeister ist Joachim Lücke (SPD). Sein Stellvertreter ist Kristoffer Engelke (WEB).

### Wappen
Der Entwurf des Kommunalwappens von Engensen stammt von dem Heraldiker und Wappenmaler Gustav Völker, der zahlreiche Wappen in der Region Hannover erschaffen hat. Die Genehmigung des Wappens wurde durch den Regierungspräsidenten in Lüneburg am 22. April 1960 erteilt.
| Wappen von Engensen | Blasonierung: „In Grün über silberner Leiste ein wachsender, goldener Löwe, unten ein goldenes Posthorn mit einer Fessel in den Farben Rot und Blau.“ |
| Wappen von Engensen | Wappenbegründung: Die Gemeinde Engensen hat bis in das 17. Jahrhundert die Freiengerichtsbarkeit ausgeübt. Aus diesem Grunde wurde der Löwe gewählt, der in gleicher Ausführung schon in den Gemeinden Wettmar, Otze, Thönse und Ramlingen-Ehlershausen erscheint. Das silberne Band erinnert daran, dass früher die Postverbindung von Celle nach Hannover durch Engensen führte. Im Notfall waren die Einwohner von Engensen verpflichtet, dem Postwagen Vorspann und sonstige Hilfe zu leisten. Aus diesem Grunde wurde das Posthorn in das Wappen aufgenommen. |

## Kultur und Sehenswürdigkeiten

### Bauwerke
- Die Kapelle Engensen wurde im 12. Jahrhundert aus Raseneisenstein und Findlingsblöcken errichtet. Die Raseneisensteine wurden in der Nähe von Engensen aus dem Bruch aus der Erde geholt und mit Viehwagen auf den Dorfplatz transportiert. Der Bau der Kapelle hat 14 Monate gebraucht.[12]

### Sport
- Im Ort besteht der TSV Engensen mit vielen verschiedenen Sparten

## Wirtschaft und Infrastruktur
Engensen wird durch Buslinien der RegioBus Hannover innerhalb des Nahverkehrs der Region Hannover erschlossen. Der Ort befindet sich innerhalb des Tarifgebietes des Großraum-Verkehrs Hannover GVH.
(Stand: Dezember 2015)

## Persönlichkeiten
Personen, die mit dem Ort in Verbindung stehen
- Johann Christian von Danckwerth (1718–1791), Jurist und Oberamtmann und erster des in den Adelsstand erhobenen Geschlechtes von Danckwerth, er wuchs u. a. in Engensen auf
- Kurt Griemsmann (* im 20. Jahrhundert), Heimatforscher, Autor sowie Gründer und Leiter der Volkshochschule in Großburgwedel, er verfasste umfangreiche Chroniken mit zahlreichen Illustrationen vor allem mit historischem Bildmaterial u. a. zu dem Ort Engensen
- Kerstin Weißenborn (* 1980), Hockeynationalspielerin, begann ihre Karriere beim TSV Engensen
- Anke Kühn (* 1981), Hockeynationalspielerin, begann ihre Karriere beim TSV Engensen